# Pierre de Dinan
Pierre de Dinan (mort en 1210) est un ecclésiastique breton qui fut évêque de Rennes de 1199 à 1210 et chancelier de Bretagne en 1200

## Biographie
Pierre de Dinan est issu de la lignée des seigneurs de Dinan-Nord, frère de Rolland Ier de Dinan seigneur de Montafilant. Il est le neveu d'Olivier III de Dinan ou son cousin . La position de sa famille lui permet de réaliser une brillante carrière ecclésiastique. Archidiacre de Vesmuge dans le diocèse d'York, chanoine du chapitre de la cathédrale de Nantes en 1198, il est nommé évêque de Rennes en 1199. L'année suivante il est qualifié de chancelier de Bretagne du duc Arthur et de sa mère Constance de Bretagne et en 1201 c'est lui qui le couronne à Rennes. Après l'assassinat du jeune duc par son oncle Jean Sans Terre, les États de Bretagne assemblés à Vannes le désignent comme ambassadeur auprès du roi de France Philippe Auguste.